# Kasinella siamensis
Kasinella siamensis är en insektsart som beskrevs av Evans 1971. Kasinella siamensis ingår i släktet Kasinella och familjen dvärgstritar. Inga underarter finns listade i Catalogue of Life.